# Charles Hermite
Charles Hermite (Dieuze, 1822. december 24. – Párizs, 1901. január 14.) francia matematikus, aki algebrával és analízissel foglalkozott. A századvég matematikai életének egyik vezető egyénisége.

## Életpálya
Az École polytechnique diákja, majd tanára lett. 1869-től 1897-ig a Sorbonne professzora. Tanárként kitűnő előadó volt.

## Kutatási területei
Az algebra és az analízis számos területén alkotott jelentőset. A számelméletben, az ortogonális polinomok és az elliptikus függvények területén. 1858-ban megadta az általános ötödfokú egyenletnek elliptikus függvények segítségével való megoldását. 1873-ban bebizonyította, hogy a természetes logaritmus alapszáma, az "e" transzcendens szám. Az általa bevezetett Hermite-polinomok fontos szerepet játszanak a kvantumelméletben a harmonikus oszcillátor sajátfüggvényeiben. Számos matematikai fogalom is fűződik a nevéhez: az Hermite-mátrix, az Hermite-interpoláció, a Rámánudzsan-állandó, az Hermite–Hadamard-egyenlőtlenség, és az Hermite-görbe.

## Szakmai sikerek
- 1856-tól a Francia Természettudományi Akadémia tagja,
- a Magyar Tudományos Akadémia (MTA) külső tagja volt,